# アルフレッド・デクロワゾー
アルフレッド・ルイ・オリヴィエ・ルグラン・デクロワゾー（Alfred Louis Olivier Legrand Des Cloizeaux、1817年10月17日 - 1897年5月6日）は、フランスの鉱物学者。

## 生涯
ジャン＝バティスト・ビオとともにコレージュ・ド・フランスで学んだ。高等師範学校、国立自然史博物館の鉱物学の教授になった。アイスランドの間欠泉の研究や、多くの鉱物の結晶、特にいろいろな長石について光学的な性質による分類法の研究を行った。
1869年に科学アカデミー会員になり1889年に会長になった。1870年にロンドンの王立協会からランフォード・メダルを受賞し、1875年にはフェローに選出された。1886年にはロンドンの鉱物学学会からウォラストン・メダルを受賞している。

## 著書
- Leçons de cristallographie (1861)、Manuel de minéralogie (2 vols., Paris, 1862, 1874 and 1893)